# Streets of Rage 3
Streets of Rage 3 (Bare Knuckle III en Japón) es un videojuego de tipo beat 'em up con scroll lateral publicado por Sega en 1994, originalmente para la videoconsola Mega Drive. Es la penúltima entrega de la serie serie Streets of Rage, dado que en 2018 se ha dado a conocer que la saga resucitaría con una nueva entrega. Posteriormente apareció dentro de la versión japonesa de Sonic Gems Collection para GameCube y PlayStation 2, y a lo largo de 2007 apareció en la Consola Virtual de Wii en América, Japón y Europa. También apareció dentro de Sega Mega Drive Ultimate Collection para Xbox 360 y PlayStation 3.
El juego presentaba varias mejoras respecto a Streets of Rage y Streets of Rage 2 como un argumento más complejo, múltiples finales, niveles más largos, dificultad incrementada, escenarios más elaborados (con niveles interactivos y el retorno de trampas como los abismos) y jugabilidad más rápida (con movimientos como correr o fintar). Ahora las armas solo se podían usar unas pocas veces antes de romperse y además podían integrarse en movimientos exclusivos con ciertos personajes. Asimismo, se añadieron personajes seleccionables ocultos y diversas secuencias entre niveles para darle a la historia mayor profundidad.

## Jugabilidad
El juego es más rápido que sus predecesores. Ahora los jugadores pueden correr y rodar de forma vertical (solo Skate podía correr en Streets of Rage 2), y la mayoría de los ataques de los jugadores infligen menos daño que en los anteriores. El contador de tiempo ha sido sustituido por un "medidor de potencia" que, cuando está lleno, permite a los jugadores realizar ataques especiales sin coste adicional de vida.

## Argumento
Después de ser derrotado dos veces, el jefe del sindicato del crimen, Mr. X ha fundado una compañía de investigación llamado RoboCy Corporation para actuar como tapadera para sus actividades ilegales. El mejor experto en robótica del mundo, el Dr. Dahm, ha sido contratado para ayudarle a crear un ejército de robots realistas para sustituir a funcionarios importantes de la ciudad. Con los reemplazos en el lugar, Mr. X tiene previsto dirigir la ciudad utilizando un dispositivo de control remoto. Su organización criminal, The Syndicate, ha colocado estratégicamente bombas por toda la ciudad para distraer a la policía, mientras que los funcionarios de la ciudad son reemplazados.
El Dr. Zan descubre los verdaderos fines de su investigación y asume que el Sindicato debe ser detenido. Él entra en contacto con Blaze Fielding a quien expone los detalles del plan del sindicato. Blaze contacta rápidamente con sus antiguos camaradas Axel Stone y Adam Hunter con el fin de unir fuerzas para derrocar al Sindicato una vez por todas. Axel rápidamente se une al grupo de trabajo, pero Adam no puede hacerlo (debido a sus propias asignaciones dentro de la policía) y envía a su hermano menor, Eddie "Skate" Hunter en su lugar. El juego tiene cuatro finales dependiendo del nivel de dificultad y si el jugador completa ciertos niveles en un límite de tiempo.
Final Bueno (REQUISITOS: El jugador debe completar el juego en modo Normal o Difícil, rescatar al Jefe de Policía y derrotar al Robot Y antes de que expire el plazo): La sede del Sindicato está a punto de estallar, pero Adam se las arregla para rescatar a sus compañeros en su helicóptero. La fábrica explota, y aparece una imagen de los cuatro personajes en un fondo azul, con un texto relativo sobre el rescate de los oficiales y la desactivación de las bombas, así como el hecho de que Dr. Dahm se está rehabilitando en un hospital psiquiátrico. Mientras tanto, los personajes permanecen un tiempo juntos y luego cada quien toma su propio camino, como se muestra en las imágenes de fondo de los créditos. Después de los créditos, se muestra una imagen de la banda viendo el atardecer, incluidos Adam y Max (sin el Dr. Zan dado que como se muestra, decidió seguir con su propio camino porque se siente culpable por sus acciones con The Syndicate), con el mensaje "THE END".
Final Neutral (REQUISITOS: El jugador debe completar el juego en modo Fácil (que dura hasta el nivel 5): El jugador derrota al clon robótico de Mr.X (Robot Y), pero después de eso, dice que los personajes deben "esforzarse más" si quieren salvar la ciudad; el Dr. Zan también dice "we must try harder" (Debemos seguir intentando). La imagen se muestra como una imagen monitorizada desde la oficina de Mr.X, que rompe la copa de vino mientras contempla la escena. Aparece el texto "THE END?" y no hay créditos.
Final Neutral 2 (REQUISITOS: El jugador debe jugar en modo Normal o Difícil, sin rescatar al Jefe de Policía): En ese caso, el último nivel se juega en el Ayuntamiento y el jugador debe derrotar al Jefe de Policía impostor ante la prensa, quien resulta ser, ni más ni menos que Shiva. Al ser derrotado, el Dr. Zan trata de hacer confesar a Shiva, pero este se niega, y una imagen de Shiva herido con la banda detrás de él aparece en el monitor de Mr.X y, de nuevo, rompe la copa de vino furiosamente mientras contempla la escena. Aparece el texto "THE END?" y no hay créditos.
Final Malo (REQUISITOS: El jugador debe completar el juego en modo Normal o Difícil, rescatar al Jefe de Policía y derrotar al Robot Y después de acabarse el tiempo): Adam salva a la banda, pero la ciudad acaba devastada por la serie de explosiones. Un fondo de tono negro aparece con el texto explicando el fracaso del jugador, y no hay créditos. En la versión japonesa de este final, el fondo negro se sustituye por una imagen de una ciudad destruida, enfatizando aún más el impacto de los acontecimientos.